# 沙因环形山

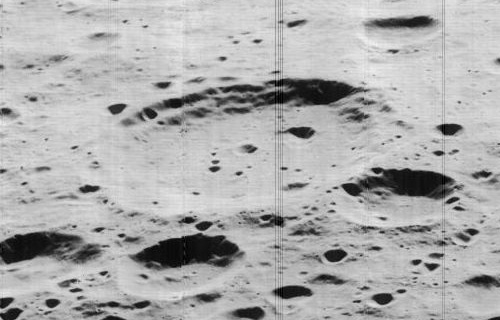
月球轨道器2号拍摄的西向斜视图

沙因环形山（Shayn）是月球背面北半部一座古老的大撞击坑，约形成于45.5-39.2亿年前的前酒海纪，其名称取自俄罗斯/前苏联天文学家格里戈里·阿布拉莫维奇·沙因(1892年-1956年)，1970年被国际天文学联合会批准接受。

## 描述
该陨坑位于弗罗因德利希环形山的北面，西侧毗邻努斯尔环形山、西南坐落了特朗普勒环形山、更小的商博良陨石坑则位于它的东北偏北方。该陨坑中心月面坐标为32°31′N 172°25′E / 32.52°N 172.42°E，直径92.90公里，深度约2.84公里。
沙因环形山是一座被后续撞击严重侵蚀的撞击坑，大部分坑壁原有的尖峭坑沿因长期的小型撞击而磨损钝化，但南侧内壁上仍显示有一些崩塌形成的凸崖结构，沿东北侧内壁上坐落有一对小陨坑。该陨坑坑壁高出周边地形1440米，壁顶与坑底最大落差4080米，内部容积约有8369.38公里3。坑底表面相对平坦，散布有一些小陨坑及更细小的坑穴，其中位于中心点偏西北处的一座小陨坑最为醒目。

## 卫星陨石坑
按惯例，最靠近沙因环形山的卫星坑将在月图上以字母标注在该坑的中心点旁。
| 沙因 | 纬度    | 经度     | 直径    |
| ---- | ------- | -------- | ------- |
| B    | 34.5° N | 173.5° E | 35 公里 |
| F    | 33.0° N | 175.5° E | 38 公里 |
| H    | 31.4° N | 175.5° E | 38 公里 |
| Y    | 35.9° N | 171.7° E | 23 公里 |

## 另请参阅
- 小行星1648

## 其它资料
- Andersson, L. E.; Whitaker, E. A. . NASA RP-1097. 1982.
- Blue, Jennifer. . USGS. July 25, 2007  [2007-08-05]. （原始内容存档于2013-02-13）.
- Bussey, B.; Spudis, P. . New York: Cambridge University Press. 2004. ISBN 978-0-521-81528-4.
- Cocks, Elijah E.; Cocks, Josiah C. . Tudor Publishers. 1995. ISBN 978-0-936389-27-1.
- McDowell, Jonathan. . Jonathan's Space Report. July 15, 2007  [2007-10-24]. （原始内容存档于2012-05-26）.
- Menzel, D. H.; Minnaert, M.; Levin, B.; Dollfus, A.; Bell, B. . Space Science Reviews. 1971, 12 (2): 136–186. Bibcode:1971SSRv...12..136M. doi:10.1007/BF00171763.
- Moore, Patrick. . Sterling Publishing Co. 2001. ISBN 978-0-304-35469-6.
- Price, Fred W. . Cambridge University Press. 1988. ISBN 978-0-521-33500-3.
- Rükl, Antonín. . Kalmbach Books. 1990. ISBN 978-0-913135-17-4.
- Webb, Rev. T. W.  6th revised. Dover. 1962. ISBN 978-0-486-20917-3.
- Whitaker, Ewen A. . Cambridge University Press. 1999. ISBN 978-0-521-62248-6.
- Wlasuk, Peter T. . Springer. 2000. ISBN 978-1-85233-193-1.